# City of Ghosts (2017)
City of Ghosts ist ein US-amerikanischer Dokumentarfilm von Matthew Heineman, der am 21. Januar 2017 beim Sundance Film Festival seine Premiere feierte. Der Film beleuchtet die Arbeit einer Gruppe syrischer Bürgerjournalisten in Raqqa mit dem Namen „Raqqa is Being Slaughtered Silently“, die versucht, durch den Islamischen Staat begangene Menschenrechtsverletzungen aufzudecken und die Fehlinformationskampagnen der Terroristen in ihrem Heimatland zu bekämpfen.

## Handlung

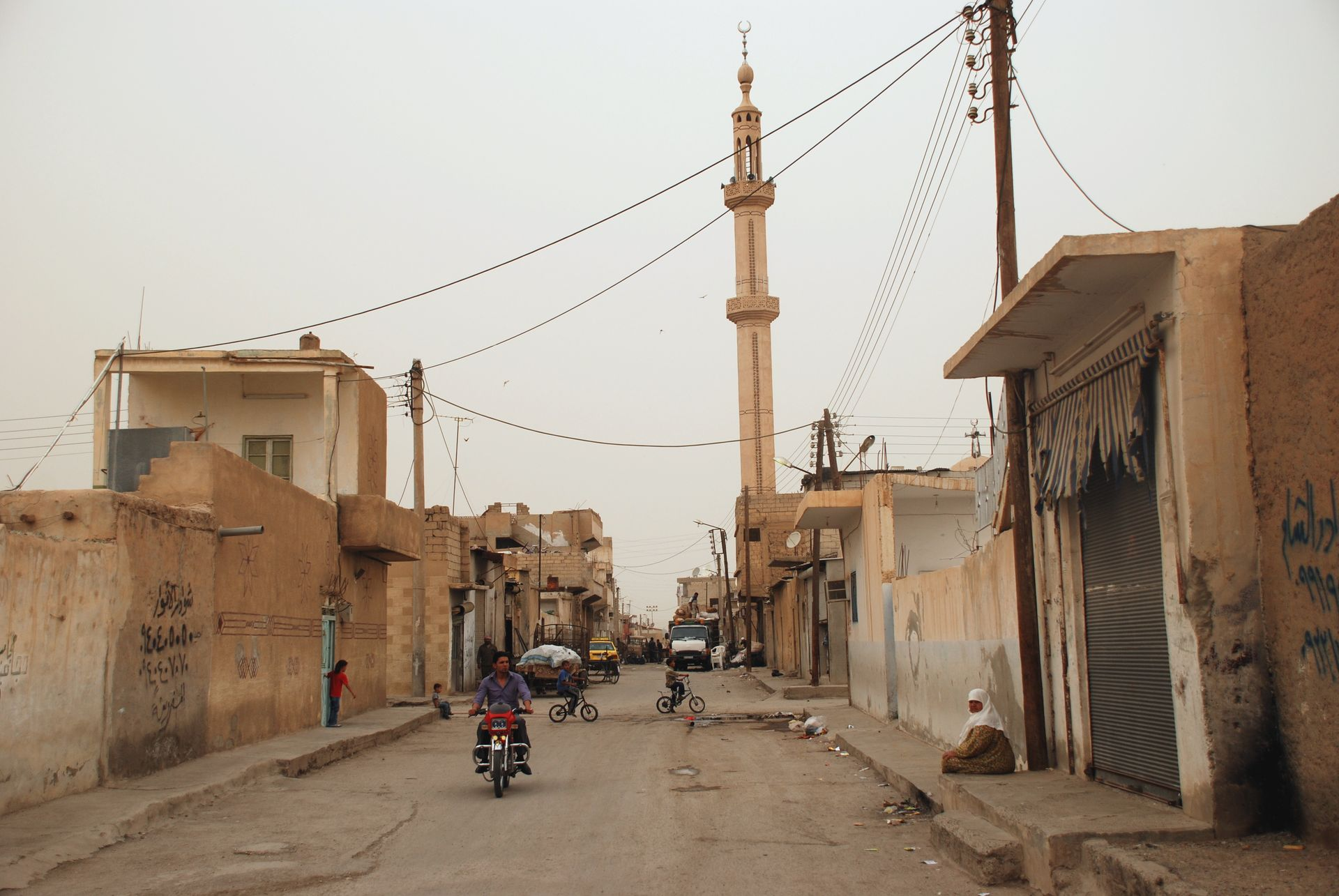
In Raqqa dokumentiert eine Gruppe, die sich „Raqqa is Being Slaughtered Silently“ nennt, die Gräueltaten des Islamischen Staates

In der syrischen Stadt Raqqa, die de facto Hauptstadt des Islamischen Staates ist, arbeitet eine Gruppe syrischer Bürgerjournalisten, die sich selbst „Raqqa is Being Slaughtered Silently“ nennt und versucht, durch den IS begangene Menschenrechtsverletzungen aufzudecken und die Fehlinformationskampagnen der Terroristen in ihrem Heimatland im Gebiet von Isis zu bekämpfen.
Angefangen hatten sie als eine Gruppe von Schulfreunden in der nordsyrischen Stadt, um während des Arabischen Frühlings 2012 über die Anti-Assad-Bewegung zu berichten, 2014 begannen sie mit der Berichterstattung über den IS. Sie gehen große Risiken bei der Dokumentation und Veröffentlichung von Video- und Fotomaterial und geschriebenen Reportagen ein, die die Gräueltaten in ihrer Heimatstadt zeigen, denn sollten sie erwischt werden, droht ihnen der Tod. Von Journalistenorganisationen auf der ganzen Welt gefeiert leben die Aktivisten undercover ein Leben in ständiger Gefahr. Einige der Gründer der Gruppe mussten in die Türkei und nach Deutschland fliehen, dennoch hat der Islamische Staat dazu aufgerufen, die Mitglieder von Raqqa is Being Slaughtered Silently zu töten, egal wo auf der Welt sie sich befinden.

## Produktion

### Stab
Die Regie übernahm Matthew Heineman. Es handelt sich um den dritten Film, des US-amerikanischen Regisseurs und Filmemachers. Im Jahr 2006 hatte Heineman in seinem ersten Dokumentarfilm Overcoming the Storm über einige Einwohner von New Orleans berichtet. Sein Film Cartel Land aus dem Jahr 2015 war im Rahmen der 88. Oscar-Verleihung als bester Dokumentarfilm nominiert und gewann drei Primetime-Emmys, wurde von der DGA als bester Dokumentarfilm ausgezeichnet und erhielt den Courage Under Fire Award der International Documentary Association. In diesem Film behandelte er den Drogenkrieg in Mexiko. Zuvor hatte Heineman den Emmy-nominierten Dokumentarfilm Escape Fire inszeniert und produziert.
Die Filmmusik zu City of Ghosts wurde von Jackson Greenberg und H. Scott Salinas komponiert, die langjährige Freunde von Heineman sind und gemeinsam bereits die Filmmusik für Cartel Land schufen. Der Soundtrack zum Film wurde am 21. Juli 2017 als Download veröffentlicht.

### Marketing und Veröffentlichung
Der Film feierte am 21. Januar 2017 beim Sundance Film Festival seine Premiere, wo sich die Amazon Studios und IFC Films die Rechte sicherten. Im Mai 2017 veröffentlichten die Amazon Studios den ersten offiziellen Trailer zum Film. Der Film wurde bei einer Reihe von Filmfestivals vorgestellt, so beim San Francisco International Film Festival und beim Tribeca Film Festival. Im Juni 2017 wurde der Film beim Filmfest München erstmals in Deutschland vorgestellt. Am 7. Juli 2017 kam der Film in die US-amerikanischen Kinos und am 21. Juli 2017 in die Kinos im Vereinigten Königreich. Ende September und Anfang Oktober 2017 wurde der Film im Rahmen des Zurich Film Festivals vorgestellt und hiernach beim Internationalen Filmfestival Warschau gezeigt.

## Rezeption

### Kritiken
Der Film konnte 98 Prozent der Kritiker bei Rotten Tomatoes überzeugen und erhielt hierbei eine durchschnittliche Bewertung von 8,4 der möglichen 10 Punkte.
Charlie Phillips von The Guardian sagt, im Film gebe es viele berührende Momente der Verbundenheit und ehrliche Gefühlsbekundungen von erlebtem Leid. Eine Szene, in der zwei RBSS-Mitglieder Isis-Propaganda-Aufnahmen ihres Vaters sehen, dem in den Kopf geschossen wird, sei eine nur schwer zu ertragende Stelle, zeige jedoch die alltägliche Wirklichkeit, mit der die Isis ihr Territorium kontrolliert. Phillips erklärt weiter, der Film handelte von mehr, als nur von persönlichem Verlust und Heinemans Bewunderung für die Arbeit der Journalisten, sondern sei als ein Leitfaden für den Medienkrieg zwischen dem Video-Team der Isis und RBSS zu verstehen, der beispielsweise durch das Zerstören von Satellitenschüsseln einem Wettrüsten gleichkomme.

### Auszeichnungen (Auswahl)
Am 7. Dezember 2017 wurde bekannt, dass sich der Film in der Vorauswahl befand, aus der die Academy of Motion Picture Arts and Sciences die Nominierungen für die Oscarverleihung 2018 in der Kategorie Bester Dokumentarfilm bestimmten. Am 18. Dezember 2017 gab die Academy bekannt, dass sich der aus dem Film stammende Song Broken Wings in einer Vorauswahl von 70 Liedern befand, aus der die Nominierungen in der Kategorie Bester Filmsong bestimmt wurden. Die folgende Auflistung enthält eine Auswahl der bekanntesten Preisverleihungen.
British Academy Film Awards 2018
- Nominierung als Bester Dokumentarfilm (Matthew Heineman)

Critics’ Choice Documentary Awards 2017
- Nominierung als Bester Dokumentarfilm (Matthew Heineman)
- Nominierung für die Beste Regie (Matthew Heineman)
- Nominierung als Bester politischer Dokumentarfilm (Matthew Heineman)[16]

Directors Guild of America Awards 2018
- Auszeichnung als Bester Dokumentarfilm (Matthew Heineman)[17]

Filmfest München 2017
- Auszeichnung mit dem Fritz-Gerlich-Filmpreis (Matthew Heineman)[18]

International Documentary Association Awards 2017
- Nominierung als Bester Dokumentarfilm (Matthew Heineman)[19]

Montclair Film Festival 2017

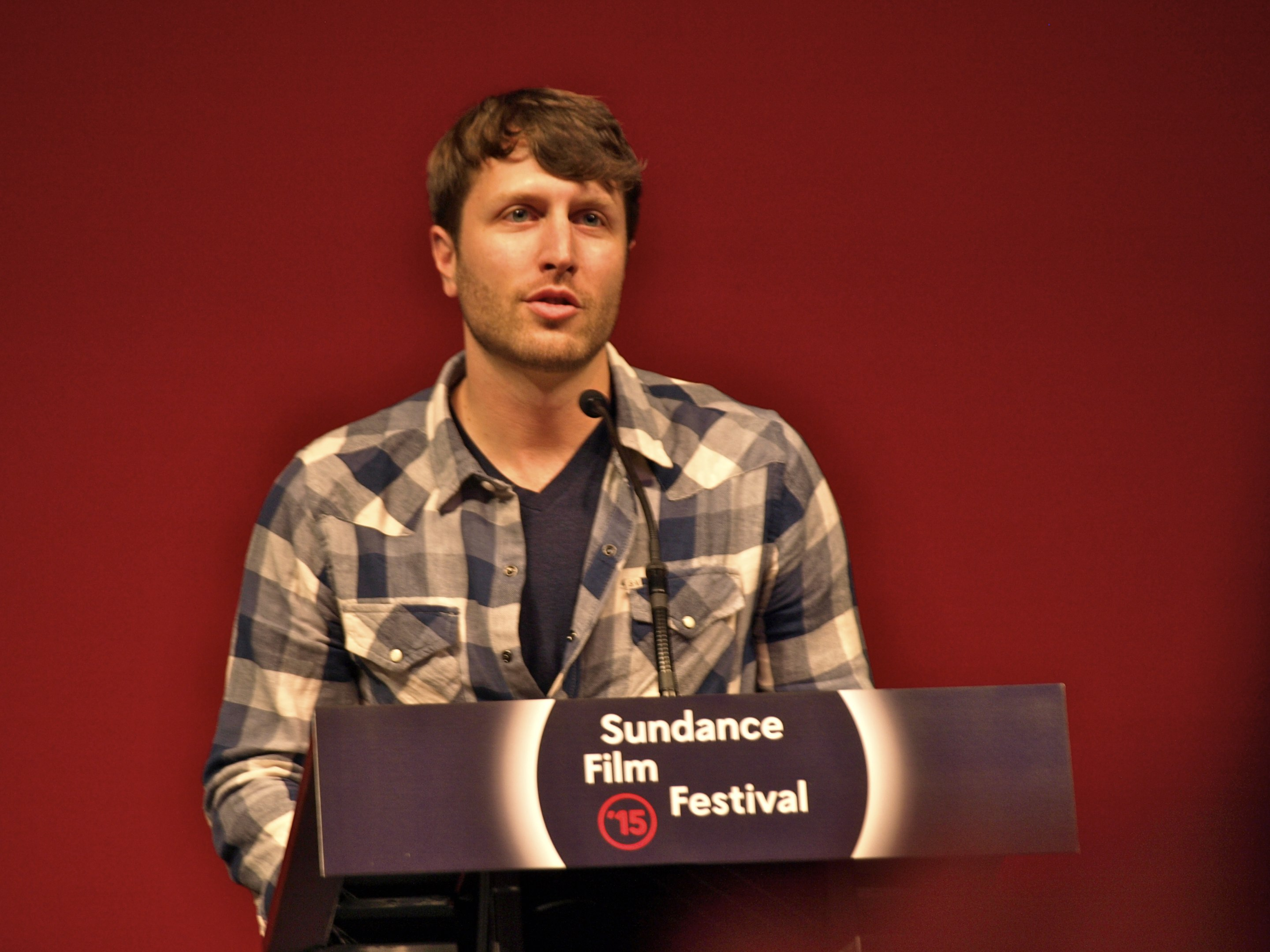
Matthew Heineman wurde beim Sundance Film Festival 2017 mit dem Candescent Award ausgezeichnet

- Auszeichnung mit dem Special Jury Prize im Dokumentarfilmwettbewerb (Matthew Heineman)
- Nominierung für den Bruce Sinofsky Prize für Dokumentarfilme (Matthew Heineman)[20]

Phoenix Film Critics Society Awards 2017
- Auszeichnung als Bester Dokumentarfilm[21]

Producers Guild of America Awards 2017
- Nominierung als Bester Dokumentarfilm[22]

Satellite Awards 2017
- Nominierung als Bester Dokumentarfilm[23]

Sundance Film Festival 2017
- Nominierung für den Großen Preis der Jury im Dokumentarfilmwettbewerb (Matthew Heineman)
- Auszeichnung mit dem Candescent Award[24]